# Canonchet
Canonchet ou Cononchet ou même Nauntenoo, mort en 1676, est un sachem narragansett et chef des troupes amérindiennes pendant la bataille de Great Swamp et la guerre du Roi Philip. Il est fils de Miantonomoh. 
Capturé par les Anglais en 1676, sa vie lui fut laissée à condition de faire la paix avec les colons anglais, mais il rejeta la proposition. Lorsqu'il fut informé qu'il allait être mis à mort, il a déclaré : « J'aime bien cette idée. Je mourrai avant que mon cœur soit doux, et avant d'avoir prononcé une parole indigne de moi. » Il fut exécuté par le sachem mohegan Oneco, le guerrier pequot Robin Cassacinamon ainsi que le sachem niantic Harman Garrett (ou son fils),.